# Čovječe ne ljuti se (album)
Čovječe ne ljuti se, prvi je studijski album zagrebačkog sastava Tram 11. Album je bio veliki uspjeh. Producenti albuma su Koolade i Dash. Na albumu se pojavljuju zagrebački umjetnici El Bahattee, Phat Phillie, Major League Figures i Bolesnu Braću.

## Popis pjesama
| R. b. | Naslov                  | Gostovanja           | Producenti                         | Trajanje |
| ----- | ----------------------- | -------------------- | ---------------------------------- | -------- |
| 1.    | "Čovječe, ne ljuti se"  |                      | Koolade                            | 4:09     |
| 2.    | "Znaš ko sam"           |                      | Koolade                            | 4:03     |
| 3.    | "Kužiš spiku"           | Phat Phillie         | Dash                               | 4:46     |
| 4.    | "Kaj ima lima?"         |                      | Koolade                            | 4:53     |
| 5.    | "Udri brigu na veselje" |                      | Koolade                            | 4:09     |
| 6.    | "Hrvatski velikani 2"   |                      | Dash                               | 4:46     |
| 7.    | "Pismo 1"               | El Bahattee          | Dash                               | 4:33     |
| 8.    | "Pismo 2"               | El Bahattee          | Dash                               | 4:32     |
| 9.    | "Za sve oko mene"       |                      | Koolade                            | 4:13     |
| 10.   | "Nema škvadre"          | Major League Figures | Koolade                            | 4:17     |
| 11.   | "Mokri snovi (Remix)"   |                      | Koolade                            | 4:11     |
| 12.   | "Malu na stranu"        | Sick Rhyme Sayazz    | Dash                               | 4:43     |
| 13.   | "Ko ti čuva leđa?"      | Don Dovbje and Kiki  | Dash                               | 4:26     |
| 14.   | "Lažni frajeri"         |                      | Koolade                            | 4:18     |
| 15.   | "Lančana reakcija"      |                      | Koolade (Co-produced by Mistahorn) | 4:42     |
| 16.   | "Crna kronika"          | El Bahattee          | Dash                               | 4:46     |
| 17.   | "Pad sistema"           |                      | Dash                               | 3:43     |
| 18.   | "Mikrofon provjeravam"  |                      | Koolade (Scratches by DJ 279)      | 4:57     |